# Kasteel van Krujë
Het Kasteel van Krujë (Albanees: Kalaja e Krujës) is een kasteel in de stad Krujë in de Albanese prefectuur Durrës, noordelijk van Tirana. Het was het middelpunt van Skanderbeg's strijd tegen de Ottomaanse Turken. Het kasteel overleefde drie belegeringen door de Turken, met garnizoenen van maar 2.000 tot 3.000 man. Zelfs de legendarische Mehmed II, "De Veroveraar", kon niet door het verdedigingswerk van het kasteel breken. Vandaag de dag is er niet veel meer over van het eigenlijke kasteel, maar omdat zich op en tussen de overblijfselen het Skanderbegmuseum (Muzeu Kombëtar Gjergj Kastrioti Skënderbeu), het Etnografisch Museum (Muzeu Etnografik) en de derwisjenbegraafplaats (Teqeja e Dollmës) bevinden is de locatie een belangrijke toeristische trekpleister in Albanië en een bron van inspiratie voor de Albanezen.

## Belegeringen
- Beleg van Krujë (1450), Eerste Beleg van Krujë
- Beleg van Krujë (1466), Tweede Beleg van Krujë
- Beleg van Krujë (1467), Derde Beleg van Krujë
- Beleg van Krujë (1478), Vierde Beleg van Krujë

Al deze belegeringen zijn onderdeel van de strijd van de Albanezen (de Liga van Lezhë) onder Skanderbeg tegen de Ottomaanse Turken.

## Nalatenschap
Het kasteel stond afgebeeld op de achterkant van het Albanese 1000 lek-bankbiljet tussen 1992 en 1996, en op het 5000 lek-biljet uitgegeven vanaf 1996.
Kasteel van Berat · Kasteel van Burgajet · Kasteel van Grezhdani · Kasteel van Krujë · Kasteel van Durrës · Kasteel van Ishëm · Kasteel van Rodoni · Kasteel van Elbasan · Kasteel van Peqin · Kasteel van Margëlliç · Kasteel van Gjirokastër · Kasteel van Libohovë · Kasteel van Kardhiq · Kasteel van Mok · Kasteel van Pogradec · Kasteel van Shpellë · Kasteel van Trajan · Kasteel van Ventrok · Kasteel van Lezhë · Kasteel van Drisht · Kasteel van Rozafa · Kasteel van Vau-Dejës · Kasteel van Gajtan · Kasteel van Bashtovë · Kasteel van Dajti · Kasteel van Prezë · Kasteel van Tirana · Kasteel van Lalm · Kasteel van Ali Pasha · Kasteel van Kaninë · Kasteel van Lëkurësi · Kasteel van Porto Palermo